# Jose Alvarado
Pour les articles homonymes, voir Alvarado.
Jose Alvarado, né le 12 avril 1998 dans l'arrondissement de Brooklyn à New York, est un joueur américano-portoricain de basket-ball évoluant au poste de meneur et mesurant 1,80 m.

## Biographie

### Carrière universitaire
Entre 2017 et 2021, il joue pour les Yellow Jackets de Georgia Tech.
Ayant terminé son cursus universitaire, il est automatiquement éligible à la draft NBA 2021.

### Carrière professionnelle

#### Pelicans de La Nouvelle-Orléans (depuis 2021)
En août 2021, il signe un contrat two-way en faveur des Pelicans de La Nouvelle-Orléans pour la saison à venir.
Fin mars 2022, son contrat est converti en un contrat standard de 4 ans garanti. À la suite de celui-ci, il déclara « C'est difficile de mettre des mots pour exprimer à quel point j'en ai rêvé. Y arriver enfin, c'est quelque chose d'incroyable, un rêve devenu réalité ».

## Statistiques

### Universitaires
Les statistiques de Jose Alvarado en matchs universitaires sont les suivantes :
| Saison    | Équipe       | Matchs | Titul. | Min./m | % Tir | % 3pts | % LF | Rbds/m. | Pass/m. | Int/m. | Ctr/m. | Pts/m. |
| --------- | ------------ | ------ | ------ | ------ | ----- | ------ | ---- | ------- | ------- | ------ | ------ | ------ |
| 2017-2018 | Georgia Tech | 25     | 25     | 35,0   | 44,8  | 37,0   | 80,2 | 3,70    | 3,10    | 1,70   | 0,10   | 12,10  |
| 2018-2019 | Georgia Tech | 31     | 30     | 34,2   | 39,2  | 28,6   | 74,3 | 3,90    | 3,40    | 1,80   | 0,10   | 12,50  |
| 2019-2020 | Georgia Tech | 24     | 23     | 33,5   | 44,4  | 33,6   | 79,3 | 3,40    | 4,00    | 2,20   | 0,10   | 14,40  |
| 2020-2021 | Georgia Tech | 26     | 26     | 37,1   | 50,4  | 39,0   | 83,8 | 3,50    | 4,10    | 2,80   | 0,00   | 15,20  |
| Carrière  | Carrière     | 106    | 104    | 34,9   | 44,4  | 34,1   | 79,0 | 3,60    | 3,60    | 2,10   | 0,10   | 13,50  |

### Professionnelles

#### Saison régulière
| Saison    | Équipe              | Matchs | Titul. | Min./m | % Tir | % 3pts | % LF | Rbds/m. | Pass/m. | Int/m. | Ctr/m. | Pts/m. |
| --------- | ------------------- | ------ | ------ | ------ | ----- | ------ | ---- | ------- | ------- | ------ | ------ | ------ |
| 2021-2022 | La Nouvelle-Orléans | 54     | 1      | 15,4   | 44,6  | 29,1   | 67,9 | 1,90    | 2,80    | 1,30   | 0,10   | 6,10   |
| 2022-2023 | La Nouvelle-Orléans | 61     | 10     | 21,5   | 41,1  | 33,6   | 81,3 | 2,30    | 3,00    | 1,10   | 0,20   | 9,00   |
| 2023-2024 | La Nouvelle-Orléans | 56     | 0      | 18,4   | 41,2  | 37,7   | 67,3 | 2,30    | 2,10    | 1,10   | 0,30   | 7,10   |
| Carrière  | Carrière            | 171    | 11     | 18,6   | 42,0  | 34,2   | 73,5 | 2,20    | 2,70    | 1,20   | 0,20   | 7,50   |

#### Playoffs
| Saison   | Équipe              | Matchs | Titul. | Min./m | % Tir | % 3pts | % LF | Rbds/m. | Pass/m. | Int/m. | Ctr/m. | Pts/m. |
| -------- | ------------------- | ------ | ------ | ------ | ----- | ------ | ---- | ------- | ------- | ------ | ------ | ------ |
| 2022     | La Nouvelle-Orléans | 6      | 0      | 19,5   | 48,5  | 37,5   | 76,9 | 1,30    | 1,50    | 1,20   | 0,20   | 8,00   |
| 2024     | La Nouvelle-Orléans | 4      | 0      | 15,4   | 15,0  | 7,1    | –    | 1,00    | 2,30    | 1,30   | 0,30   | 1,80   |
| Carrière | Carrière            | 10     | 0      | 17,9   | 35,8  | 23,3   | 76,9 | 1,20    | 1,80    | 1,20   | 0,20   | 5,50   |

## Palmarès

### NBA
- MVP du Rinsing star 2023

### Université
- ACC Defensive Player of the Year (2021)
- Second-team All-ACC (2021)
- Third-team All-ACC (2020)
- Rising Stars Finals [MVP] (2023)